# Muriel Coneo
Muriel Coneo, född 15 mars 1987, är en friidrottare från Colombia. Hon deltog vid olympiska sommarspelen 2016.